# Marlene Elejarde
Marlene Elejarde Díaz (* 3. Juni 1951 in Havanna; † 29. April 1989) war eine kubanische Sprinterin.
Bei den Olympischen Spielen 1968 in Mexiko-Stadt gewann sie eine Silbermedaille in der 4-mal-100-Meter-Staffel. Gemeinsam mit Violeta Quesada, Miguelina Cobián und Fulgencia Romay platzierte sie sich in 43,3 s hinter der Weltrekordstafette der USA (42,8 s) und vor der Mannschaft der Sowjetunion. Elejarde startete in Mexiko-Stadt auch im 80-Meter-Hürdenlauf, schied jedoch in der Vorrunde aus.
Mit der Staffel war sie bei den Olympischen Spielen 1972 in München wieder erfolgreich. Zusammen mit Carmen Valdés, Fulgencia Romay und Silvia Chivás gewann sie in 43,36 s die Bronzemedaille hinter den Stafetten der Bundesrepublik Deutschland (42,81 s) und der DDR (42,95 s).
Marlene Elejarde war 1,72 m groß und wog 65 kg. 1989 kam sie bei einem Autounfall ums Leben.

## Bestleistungen
- 100 m: 11,83 s (1976)
- 80 m Hürden: 10,99 (1968)